# Штальдер, Йозеф
Йозеф Штальдер-Фукс (6 февраля 1919 — 2 марта 1991) — швейцарской гимнаст, олимпийский чемпион 1948 года в упражнении на перекладине, трёхкратный чемпион мира 1950 года, многократный призёр Олимпийских игр и чемпионатов мира.
Штальдер принимал участие в летних Олимпийских играх в 1948 и 1952 годах. В общей сложности он выиграл семь медалей в различных дисциплинах, в том числе одну в Лондоне в 1948 году на перекладине. В 1952 году он был назван Спортсменом года в Швейцарии. В 1953 году он выиграл международные соревнования на берлинской Вальдбюне перед 12 000 зрителей.